# 내셔널 리그 동부
내셔널 리그 동부(National League East)는 메이저 리그 베이스볼의 6개 지구 중 하나이다. 애틀랜타 브레이브스가 최다 지구 우승(16회)을 차지했다. 2024년 지구 우승팀은 필라델피아 필리스이다.

## 현재 소속팀
- 애틀랜타 브레이브스 - 1994년 NL 서부에서 이동
- 필라델피아 필리스 - 설치시 참가
- 뉴욕 메츠 - 설치시 참가
- 워싱턴 내셔널스 - 설치시 참가 (당시 몬트리올 엑스포스)
- 마이애미 말린스 - 1993년 팀 확장을 통해 참가 (당시 플로리다 말린스)

## 이전 소속팀
- 피츠버그 파이리츠 - 설치시 참가, 1994년 NL 중부로 이동
- 세인트루이스 카디널스 - 설치시 참가, 1994년 NL 중부로 이동
- 시카고 컵스 - 설치시 참가, 1994년 NL 중부로 이동

## 같이 보기
- 내셔널 리그 중부
- 내셔널 리그 서부
- 아메리칸 리그 동부
- 아메리칸 리그 중부
- 아메리칸 리그 서부